# Argos-Shimano/2013
Deze pagina geeft een overzicht van de Argos-Shimano-wielerploeg in  2013. Over de belevenissen van deze ploeg tijdens de Ronde van Frankrijk werd de film Nieuwe Helden gemaakt.

## Algemeen
- Sponsors: Argos, Shimano
- Algemeen manager: Iwan Spekenbrink
- Ploegleiders: Marc Reef, Addy Engels, Rudie Kemna, Christian Guiberteau, Adriaan Helmantel, Aike Visbeek
- Fietsmerk: Felt
- Kopmannen: Marcel Kittel, John Degenkolb

## Renners
| Naam                         | Geboortedatum | Nationaliteit    | Ploeg 2012                                |
| ---------------------------- | ------------- | ---------------- | ----------------------------------------- |
| Jonas Ahlstrand              | 16-02-1990    | Zweden           | Stagiair                                  |
| Nikias Arndt                 | 18-11-1991    | Duitsland        | LKT Team Brandenburg                      |
| Warren Barguil               | 28-10-1991    | Frankrijk        | Stagiair                                  |
| William Clarke               | 11-04-1985    | Australië        | Champion System Pro Cycling Team          |
| Roy Curvers                  | 29-12-1979    | Nederland        |                                           |
| Thomas Damuseau              | 18-03-1989    | Frankrijk        |                                           |
| Bert De Backer               | 02-04-1984    | België           |                                           |
| John Degenkolb               | 07-01-1989    | Duitsland        |                                           |
| Xing Yan Dong (per 01-04)    | 20-03-1985    | China            | Max Success Sports                        |
| Tom Dumoulin                 | 11-11-1990    | Nederland        |                                           |
| Johannes Fröhlinger          | 06-06-1985    | Duitsland        |                                           |
| Simon Geschke                | 13-03-1986    | Duitsland        |                                           |
| Patrick Gretsch              | 07-04-1987    | Duitsland        |                                           |
| Nikodemus Holler (per 01-08) | 04-05-1991    | Duitsland        | Stagiair, Thüringer Energie Team          |
| Yann Huguet                  | 02-05-1984    | Frankrijk        |                                           |
| Thierry Hupond               | 10-11-1984    | Frankrijk        |                                           |
| Reinardt Janse van Rensburg  | 03-02-1989    | Zuid-Afrika      | MTN-Qhubeka                               |
| Quentin Jauregui (per 01-08) | 22-04-1994    | Frankrijk        | Stagiair, BKCP-Powerplus                  |
| Ji Cheng                     | 24-10-1987    | China            |                                           |
| Marcel Kittel                | 11-05-1988    | Duitsland        |                                           |
| Koen de Kort                 | 08-09-1982    | Nederland        |                                           |
| Tobias Ludvigsson            | 22-02-1991    | Zweden           |                                           |
| Luka Mezgec                  | 27-06-1988    | Slovenië         | Sava                                      |
| Michael Olsson (per 01-08)   | 04-03-1986    | Zweden           | Stagiair, Team People4you - Unaas Cycling |
| François Parisien            | 27-04-1982    | Canada           | Team SpiderTech-C10                       |
| Thomas Peterson              | 24-12-1986    | Verenigde Staten | Garmin-Sharp                              |
| Georg Preidler               | 17-06-1990    | Oostenrijk       | Team Type 1-Sanofi                        |
| Ramon Sinkeldam              | 09-02-1989    | Nederland        |                                           |
| Matthieu Sprick              | 02-09-1981    | Frankrijk        |                                           |
| Tom Stamsnijder              | 15-05-1985    | Nederland        |                                           |
| Albert Timmer                | 13-06-1985    | Nederland        |                                           |
| Tom Veelers                  | 14-09-1984    | Nederland        |                                           |

## Belangrijke overwinningen
| Ronde van Oman 1e etappe: Marcel Kittel Driedaagse van West-Vlaanderen Jongerenklassement: Tobias Ludvigsson Parijs-Nice 2e etappe: Marcel Kittel Ronde van Catalonië 5e etappe: François Parisien Scheldeprijs Winnaar: Marcel Kittel Ronde van Turkije 1e etappe: Marcel Kittel 7e etappe: Marcel Kittel 8e etappe: Marcel Kittel Ronde van Italië 5e etappe: John Degenkolb Ronde van Picardië 1e etappe: Marcel Kittel 3e etappe: Marcel Kittel Eindklassement: Marcel Kittel Puntenklassement: Marcel Kittel Critérium du Dauphiné Bergklassement: Thomas Damuseau ProRace Berlin Winnaar: Marcel Kittel Critérium du Dauphiné Bergklassement: Thomas Damuseau Ster ZLM Toer 3e etappe: Marcel Kittel | Ronde van Frankrijk 1e etappe: Marcel Kittel 10e etappe: Marcel Kittel 12e etappe: Marcel Kittel 21e etappe: Marcel Kittel Arctic Race of Norway 3e etappe: Nikias Arndt Vattenfall Cyclassics Winnaar: John Degenkolb Ronde van Spanje 13e etappe: Warren Barguil 16e etappe: Warren Barguil GP Jef Scherens Winnaar: Bert De Backer Omloop van het Houtland Winnaar: Marcel Kittel Memorial Frank Vandenbroucke Winnaar: Reinardt Janse van Rensburg Eurométropole Tour 2e etappe: John Degenkolb 4e etappe: John Degenkolb Parijs-Bourges John Degenkolb Parijs-Tours Winnaar: John Degenkolb Ronde van Peking 5e etappe: Luka Mezgec |

Mannen: 1999 · 2000 · 2001 · 2002 · 2003 · 2004 · 2005 · 2006 · 2007 · 2008 · 2009 · 2010 · 2011 · 2012 · 2013 · 2014 · 2015 · 2016 · 2017 · 2018 · 2019 · 2020 · 2021 · 2022 · 2023 · 2024 · 2025
Vrouwen: 2011 · 2012 · 2013 · 2014 · 2015 · 2016 · 2017 · 2018 · 2019 · 2020 · 2021 · 2022 · 2023 · 2024 · 2025
AG2R-La Mondiale · Argos-Shimano · Astana · Belkin Pro Cycling · BMC Racing Team · Cannondale Pro Cycling Team · Euskaltel-Euskadi · FDJ · Team Garmin-Sharp · Katjoesja · Lampre-Merida · Lotto-Belisol · Team Movistar · Omega Pharma-Quick Step · Orica-GreenEdge · RadioShack-Leopard · Team Saxo-Tinkoff · Sky ProCycling · Vacansoleil-DCM